# Bükfürdő
Bükfürdő  (más néven: Büki Gyógyfürdő) Magyarország második legnagyobb gyógyfürdője. [forrás?] Bükön található, amely egyre inkább üdülővárossá nőtte ki magát. A településrész főutcája a 8634-es út, ezen érhető el a központ, illetve az azon átvezető 8614-es út, valamint a 84-es főút irányából is.
A Bükfürdői I-es számú kútból 1282 méter mélyből tör fel a kalcium-, magnézium- és hidrogén-karbonátos termálvíz. A fürdő mai területe 14 hektár, ami 26 medencét foglal magában (ezekből 11 fedett), 5 ezer négyzetméter vízfelülettel rendelkezik. 
Kereskedelmi és magánszálláshelyeken eltöltött vendégéjszakák tekintetében 803 ezer vendégéjszakával (2015) Magyarország negyedik legnépszerűbb település; legnagyobb küldőpiacai Németország, Csehország és Ausztria .

## Története
A Rába és a Répce folyók völgyében az 1930-as évek második felében indultak meg kutatások több helyszínen is, hasznosítható szénhidrogének – kőolaj, illetve földgáz – után. Ezek részeként mélyítették le Bük határában 1957. szeptember 13. és október 24. között a Bük-1 jelű fúrást, egy másodlagos gravitációs maximumra telepítve. Az eredetileg 1600 méteresre tervezett fúrást 1282 méternél leállították, mert szénhidrogénekre vonatkozóan meddőnek bizonyult; ezt követően felhagytak a további mélyítésével és 2,5 méter vastag betondugóval lefojtották. A következő napokban azonban a lefojtott kútból nagy meglepetésre magas hőmérsékletű, értékes vegyi anyagokat tartalmazó termálvíz tört fel a felszínre.
Bük község tanácsa és társadalmi szervei még az 1950-es évtized végén kezdeményezték a felsőbb szerveknél és hatóságoknál az 1957-es szénhidrogén-kutató fúrás során talált hévízforrás feltárását. Ennek eredményeként a betondugót 1960 decemberében eltávolították, így a nagy nyomású vízoszlop újra a felszínre tört, 65-70 méteres magasságig kilövellve. A forrást ezt követően alakították állandó kúttá, Bük-1. számú kút néven.
1961-ben, a kút megnyitásával egyidőben a vizet egy, a Répce folyóig kialakított, 1800 méteres hosszúságú elvezető árokba vezették be, amelyben bárki kipróbálhatta az „árokfürdőzést”, vagyis az árok meleg vizében való megmártózást. Még ugyanabban az évben elkezdték a későbbi fürdő építési munkálatait is, 1962. augusztus 19-én pedig megtörtént az első, félig fedett termálvizes medence, a Szent Kelemen-medence átadása.
A büki gyógyfürdő megnövekedett forgalmának kiszolgálására már 1963. május 26-án vasúti megállóhely nyílt a fürdőtől 400 méterre, Bükfürdő néven, a mai településrész déli csücske közelében, egy azóta szinte nyomtalanul felszámolt szárnyvonali szakaszon. A megálló megkönnyítette a fürdőhöz igyekvők utazását, mivel naponta két, Szombathely–Bükfürdő között közlekedő közvetlen fürdővonat érintette.
Az itteni termálvizet 1965-ben az Egészségügyi Minisztérium, 16 hónapi vizsgálat után, a 33.729/1965. számú rendeletével hivatalosan is gyógyvízzé nyilvánította. A döntésnél figyelembe vették, hogy a víz fürdő- és ivókúra alkalmazása esetén is gyógyhatásúnak bizonyult.
A fürdő eleinte még csak egy medencével üzemelt, de a következő években fokozatosan tovább bővült. Már 1967-ben sor került egy újabb gyógymedence, illetve az ovális medence átadására is. Az első tíz év alatt a fürdő látogatottsága folyamatosan nőtt, így a vendégek minél korszerűbb kiszolgálása végett újabb beruházások indultak meg. 1972-ben új, fedett fürdőépületet adtak át, amely gyógyászati medencéket, öltözőket, sőt rendelőket is magában foglalt. Ezzel megszűnt a fürdőnek a nyári időszakra korlátozott idényjellege és alkalmassá vált az egész évi gyógyüdülésre is.
Az 1970-es évek során Bükfürdő nemzetközi hírű fürdővé épült ki. Még az 1972-es évben újabb kutat fúrtak, mely a Bük-3 hévízkút nevet kapta, illetve nagyjából ebben az időszakban megindult az itteni gyógyvíz palackozása és forgalmazása is. 1973-ban a helyet az egészségügyi miniszter körzeti jellegű gyógyfürdővé, 1979-ben pedig országos jelentőségű gyógyhellyé nyilvánították. Nem sokkal később önálló orvosi szakrendelő is létesült itt.
1976-ban a fürdő önállósodott: kiválva a területet addig üzemeltető Vas Megyei Víz- és Csatornamű Vállalat alárendeltségéből, az újonnan létrehozott Büki Gyógyfürdő Vállalat keretében folytatta működését. Központi létesítményei körül ebben az időszakban kempingek, szállodák, üzletek, panziók és vendéglők sokasága épült fel.
Az 1980-as években további, nagyobb fejlesztések keretében megépült egy kültéri úszómedence, kialakítottak egy gyermekmedencét és ebben az időszakban készült el az első itteni óriáscsúszda is. Kiépült a Négy évszak medence, a beltéri gyógymedencét befogadó épület belső főfalára pedig felkerült a jelenleg is látható, hatalmas méretű mozaikkép is. Az időközben Bük-Fürdőtelep névre keresztelt vasúti megállóhely még 1974. május 25-ével megszűnt, viszont ebben az időszakban már három autóparkoló is fogadta a gépjárművel érkező fürdővendégeket. 1992-ben megnyílt a rekreációs park is.
Az ezredfordulót követő években leginkább a Széchenyi Terv keretében indultak újabb, jelentős fejlesztések. Ilyen volt például a fedett fürdőépület és és az ahhoz kapcsolódó előtéri rész további bővítése, a tanmedence kialakítása, a Fiziológiás Intézet emeleti részének átépítése és nyári bejárat kialakítása a fürdő területének délkeleti részén. Ebben az időszakban került sor az élményfürdő megnyitására, a fedett fürdő medenceterének felújítására és a különböző közműrendszerek kevéssé látványos, de az üzemelés szempontjából lényeges, kisebb-nagyobb mértékű korszerűsítésére is.
A 2008–2011 közti időszakban az Új Széchenyi Terv keretében történt az újabb fejlesztések többsége: új pihenőtéri épület, élménymedence, gyermekpancsoló és új beltéri csúszdarendszer jött létre ekkor; ennek az időszaknak a szülöttje a Szaunavilág fantázianevet kapott részleg, illetve az új Medical Wellness Cetrum is.
2016-ban történt meg a Bük-9. számú termálkút és a hozzá kapcsolódó bekötő vezeték kiépítése, az Acapulco medence és a vizes játszótér kialakítása, több régebbi medence rekonstrukciója és korszerűsítése, valamint az óriásbuborék telepítése. Ezt követően 2017-ben EuropeSpa MED tanúsítványt és öt csillagos strand minősítést érdemelt ki a fürdő, majd elnyerte a Magyar Brands díjat is. Szintén ebben az időszakban történt meg a víztároló medence bővítése, a szívmedence és a „cápabarlang” kiépítése is.

## Képgaléria

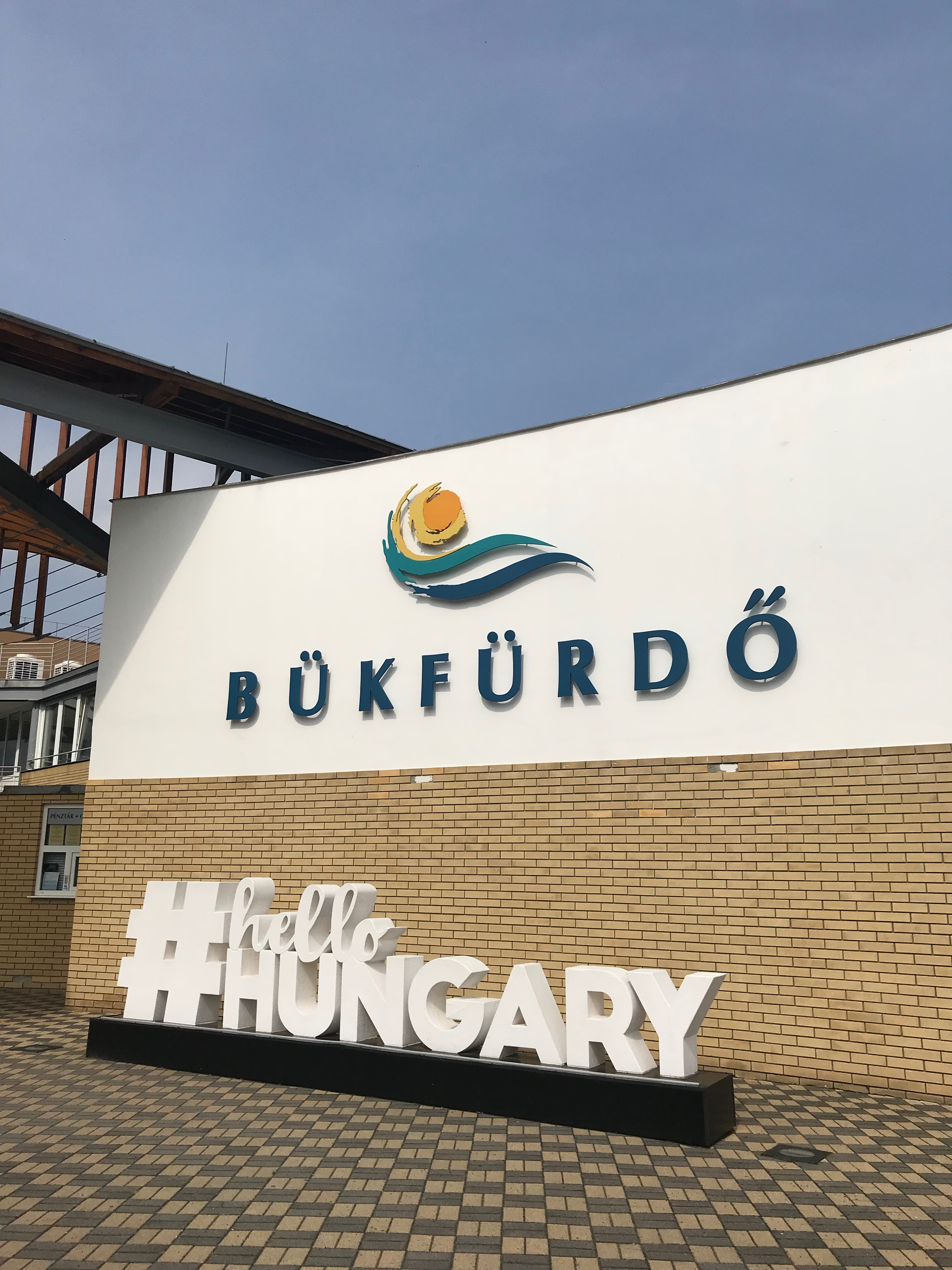
A bejárati épületszárny részlete (2018)
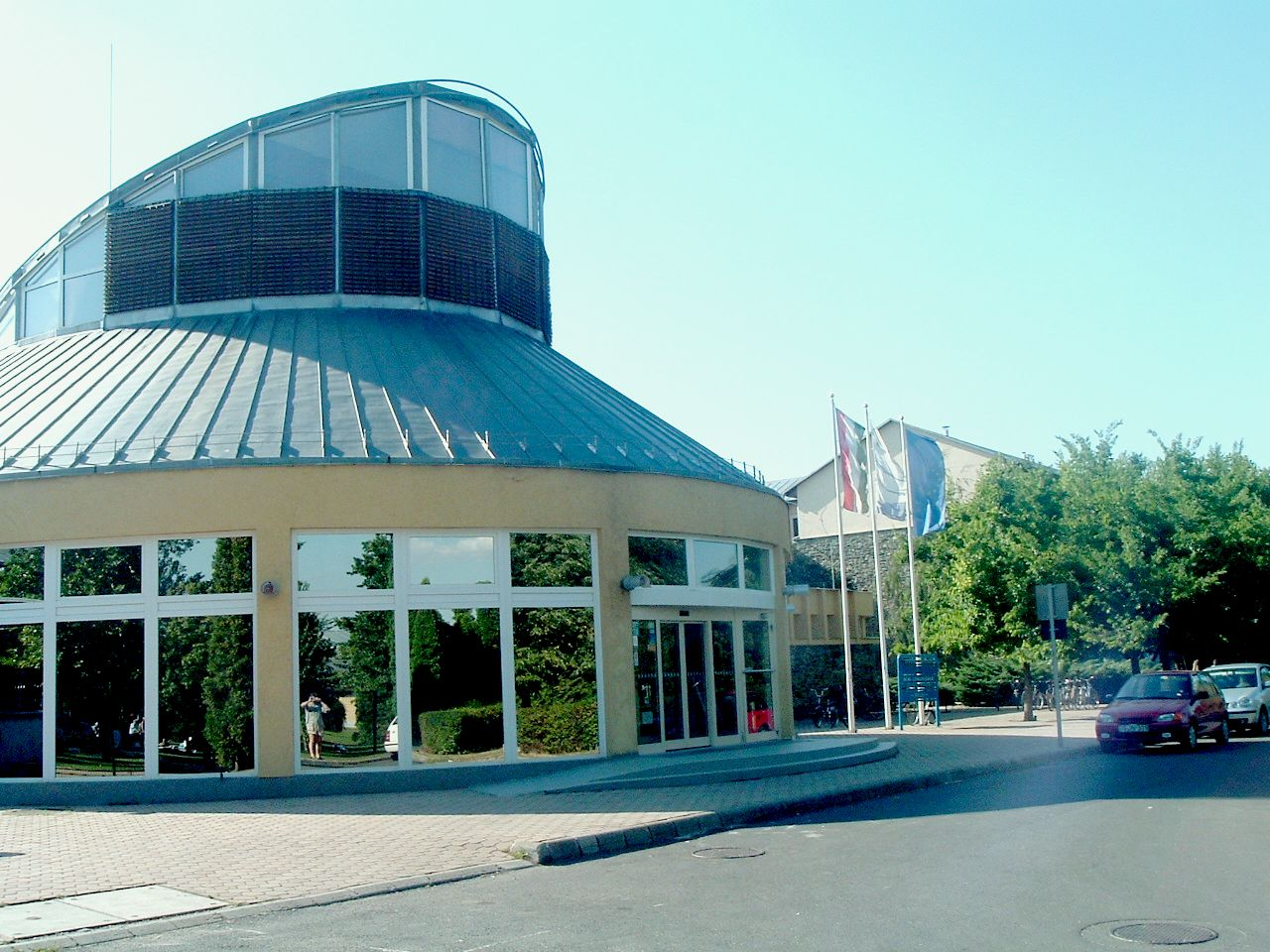
A bejárati szárny 2007-ben
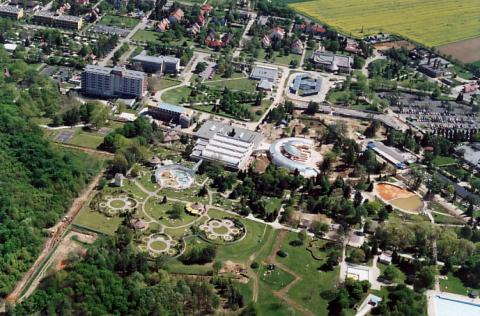
Bükfürdő (2007-es állapotot tükröző) légifotója